# تبعثر رامان

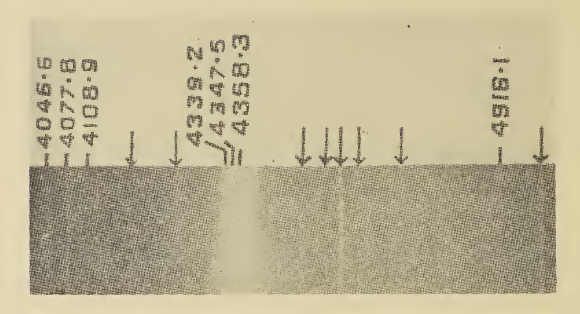

تأثير رامان أو تبعثر رامان هو التغير في الطول الموجي للضوء والذي يحدث عند تغير مسار شعاع الضوء عند ارتطامه بالجزئ، وسُميت هذه الظاهرة نسبة إلى العالم الهندي جندر شيكهر رامن والذي اكتشف في سنة 1928 أنه عند مرور شعاع ضوئي خلال عينة شفافة من مادة ما فإن اتجاه الشعاع النافذ يتغير عن الاتجاه الأصلي للشعاع الضوئي المستخدم وأغلب الضوء النافذ لا يتغير طوله الموجي بينما بعض الضوء يتغير طوله الموجي نتيجة إلى تبادل الطاقة بين فوتونات الضوء وجزيئات المادة.

## مرجع
1. ↑  يسري مصطفى (2017)، موسوعة التاثيرات والظواهر الفيزيائية وتطبيقاتها، القاهرة: النوارس للنشر، ص. 162، QID:Q126173638
2. ↑  مصطفى، يسري (2018). تقنيات التحليل الالي النظرية والتطبيق. ج. 1. ص. 140. مؤرشف من الأصل في 2024-05-28.
3. ↑  "معلومات عن تبعثر رامان على موقع psh.techlib.cz". psh.techlib.cz. مؤرشف من الأصل في 2019-09-06.
4. ↑  "معلومات عن تبعثر رامان على موقع enciclopedia.cat". enciclopedia.cat. مؤرشف من الأصل في 2019-03-22.
5. ↑  "معلومات عن تبعثر رامان على موقع vocab.getty.edu". vocab.getty.edu. مؤرشف من الأصل في 2020-02-11.